# Kreis Unna (1930–1974)
Der Kreis Unna (von 1953 bis 1969 Landkreis Unna) war ein von 1930 bis 1974 bestehender Kreis. Bis zum 16. Oktober 1930 hieß er Landkreis Hamm. Er war ein Teil des Regierungsbezirks Arnsberg in der preußischen Provinz Westfalen, ab 1946/47 in  Nordrhein-Westfalen. Sein Verwaltungssitz war Unna. Der Kreis ging 1975 im Rahmen der nordrhein-westfälischen Gebietsreform zusammen mit Gebieten aus den Kreisen Lüdinghausen und Iserlohn sowie der kreisfreien Stadt Lünen im neuen Kreis Unna auf.

## Geographie

### Lage
Der Kreis Unna bildete zusammen mit Hamm das östliche Ruhrgebiet. Der Süden des Kreises gehörte zum Sauerland. Im Kreis Unna erheben sich der Haarstrang und das Ardeygebirge.
Sowohl die Ruhr im Süden als auch die Lippe im Norden begrenzten den Kreis. Im damaligen Kreisgebiet entspringt die Emscher.

### Nachbarkreise
Der Kreis Unna grenzte 1974, im Norden beginnend im Uhrzeigersinn, an den Kreis Lüdinghausen, an die kreisfreie Stadt Hamm, an die Kreise Beckum, Soest und Iserlohn sowie an die kreisfreien Städte Dortmund und Lünen.

## Geschichte
Das Gebiet des Kreises Unna gehörte zur Grafschaft Mark und nach ihrem Ende zu Preußen. 1753 wurde dessen Aufteilung reformiert. Der erste Kreis Hamm wurde gegründet. Während der napoleonischen Zeit war er Teil des Ruhrdistrikts, später wurde der Kreis mit einigen Veränderungen neu gegründet. Am 1. April 1901 verließ die Stadt Hamm den Kreis und wurde kreisfrei. Die Verwaltung des Kreises blieb vorerst in Hamm. Die Gemeinden Holzwickede (einschließlich eines Teils der Gemeinde Sölde), Hengsen und Opherdicke wurden am 1. Oktober 1929 aus dem aufgelösten Landkreis Hörde in den Landkreis Hamm eingegliedert. Dessen Kreisverwaltung wurde nach Unna verlegt. Dies war der Auslöser für die Umbenennung des Landkreises Hamm mit Wirkung vom 17. Oktober 1930 in Kreis Unna. Spätere Neuordnungen veränderten die Grenzen des Kreises weiter. So verlor er unter anderem am 1. Januar 1968 die Gemeinde Niederaden an die kreisfreie Stadt Lünen und am 1. Juli 1969 die Gemeinde Sönnern an die Stadt Werl, Landkreis Soest.
Bis zum 31. Dezember 1967 bestanden im Kreis Unna neben den seit jeher amtsfreien Städten Kamen und Unna die vier Ämter Fröndenberg, Pelkum, Rhynern und Unna-Kamen. Durch das Gesetz zur Neugliederung des Landkreises Unna wurden zum 1. Januar 1968 die Zahl der Gemeinden drastisch verkleinert und die bisherigen Ämter aufgelöst.
Am 1. Oktober 1969 wurde aus dem Landkreis der Kreis Unna.
Bei der Kreisgebietsreform durch das Ruhrgebiet-Gesetz, die am 1. Januar 1975 wirksam wurde, wurde der neue Kreis Unna gebildet.
Das Wappen des Kreises wurde am 23. Mai 1938 verliehen und wird auch vom 1975 entstandenen neuen Kreis Unna weiterhin geführt.

## Einwohnerentwicklung

Einwohnerentwicklung des Kreis Unna von 1933 bis 1973 (rot) sowie seines Vorgänger- und Nachfolgekreises

| Jahr | Einwohner | Quelle |
| ---- | --------- | ------ |
| 1933 | 140.409   | [ 6 ]  |
| 1939 | 141.234   | [ 6 ]  |
| 1950 | 189.006   | [ 6 ]  |
| 1960 | 223.900   | [ 6 ]  |
| 1970 | 226.400   | [ 7 ]  |
| 1973 | 237.400   | [ 8 ]  |

## Politik

### Ergebnisse der Kreistagswahlen von 1946 bis 1969
In der Liste werden nur Parteien und Wählergemeinschaften aufgeführt, die mindestens zwei Prozent der Stimmen bei der jeweiligen Wahl erhalten haben.
Stimmenanteile der Parteien in Prozent
| Jahr   | SPD  | CDU  | FDP  | BHE | KPD    |
| ------ | ---- | ---- | ---- | --- | ------ |
| 1946   | 50,7 | 37,2 |      |     | 10,2   |
| 119481 | 49,9 | 33,6 | 04,2 |     | 08,3   |
| 1952   | 49,7 | 28,4 | 13,3 | 3,6 | 004,99 |
| 1956   | 56,6 | 29,4 | 10,9 | 3,0 |        |
| 219612 | 54,4 | 33,7 | 09,9 |     |        |
| 1964   | 57,3 | 33,2 | 08,5 |     |        |
| 319693 | 55,3 | 32,9 | 05,6 |     |        |

Fußnoten
1 1948: zusätzlich: DZP: 3,0 %

2 1961: zusätzlich: DRP: 2,0 %

3 1969: zusätzlich: NPD: 2,6 %, WG: 2,6 %

### Landräte
- Johannes Bentlage, * 17. September 1888, † 23. Dezember 1950, Amtszeit (Kreis Hamm) 8. August 1925, (Kreis Unna) 17. Oktober 1930 bis 25. März 1933
- Wilhelm Tengelmann, * 11. Juni 1901, † 5. Juli 1949, Amtszeit 26. März bis 24. September 1933
- Heinrich Klosterkemper, * 16. Dezember 1902, † 28. November 1976, Amtszeit 1. Oktober 1933 bis 13. Januar 1937
- Johannes Grotjan, * 23. Juli 1897, † unbekannt, Amtszeit 14. Januar 1937 bis 15. April 1945
- Julius Moenikes, * 4. Juli 1886, † 14. Februar 1967, Amtszeit 15. April 1945 bis 19. Februar 1946
- Hubert Biernat, * 11. Juni 1907, † 30. Oktober 1967, Amtszeit 20. Februar 1946 bis 13. März 1950 und 10. April 1961 bis 19. Oktober 1964
- Heinrich Renninghoff, * 28. April 1891, † 5. Juli 1959, Amtszeit 13. März 1950 bis 5. Juli 1959
- Karl Greune, * 21. Mai 1906, † 24. Dezember 1960, Amtszeit 21. September 1959 bis 24. Dezember 1960
- Jürgen Girgensohn, * 21. August 1924, † 24. Juli 2007, Amtszeit 19. Oktober 1964 bis 14. Dezember 1970
- Friedrich Böckmann, * 18. Februar 1923, † 3. Juli 1999, Amtszeit 14. Dezember 1970 bis 18. Februar 1988

### Oberkreisdirektoren
- Julius Moenikes, * 4. Juli 1886, † 14. Februar 1967, Amtszeit 20. Februar 1946 bis 28. Februar 1947
- Max Lehmann, * 28. August 1888, † 23. August 1954, Amtszeit 1. August 1947 bis 31. Juli 1948
- Heinrich Bergmann, * 10. April 1900, † 1. März 1984, Amtszeit 1. Oktober 1948 bis 31. Juli 1956
- Lothar Voit, * 15. August 1911, † 10. Juni 1977, Amtszeit 1. August 1956 bis 31. August 1976

## Gemeinden
Es folgt eine Auflistung aller Gemeinden, die im Altkreis Unna existierten, mit dem Amt, dem sie bis zu den Gebietsreformen der 1960er Jahre angehörten, der Einwohnerzahl und der Fläche am 1. Januar 1956, dem Auflösungsdatum sowie der aufnehmenden Gemeinde:
| Gemeinde          | Amt         | Einwohner 1.1.1956 | Fläche in km² 1.1.1956 | Auflösungsdatum | Neue Gemeinde(n)                                   |
| ----------------- | ----------- | ------------------ | ---------------------- | --------------- | -------------------------------------------------- |
| Afferde           | Unna-Kamen  | 00.738             | 05,21                  | 1. Januar 1968  | Unna                                               |
| Allen             | Rhynern     | 00.559             | 09,04                  | 1. Januar 1968  | Rhynern                                            |
| Altenbögge        | Pelkum      | –                  | –                      | 1. April 1951   | Altenbögge-Bönen                                   |
| Altenbögge-Bönen  | Pelkum      | 14.080             | 10,21                  | 1. Januar 1968  | Bönen                                              |
| Altendorf         | Fröndenberg | 00.336             | 04,06                  | 1. Januar 1968  | Fröndenberg                                        |
| Ardey             | Fröndenberg | 00.596             | 02,87                  | 1. August 1964  | Langschede                                         |
| Bausenhagen       | Fröndenberg | 00.381             | 03,87                  | 1. Januar 1968  | Fröndenberg                                        |
| Bentrop           | Fröndenberg | 00.443             | 05,40                  | 1. Juli 1969    | Fröndenberg (Hauptteil) und Wickede (Ruhr)         |
| Berge             | Rhynern     | 03.213             | 08,71                  | 1. Januar 1968  | Hamm                                               |
| Bergkamen         | Pelkum      | 11.418             | 07,97                  |                 |                                                    |
| Billmerich        | Fröndenberg | 01.329             | 06,36                  | 1. Januar 1968  | Unna                                               |
| Bönen             | Pelkum      | –                  | –                      | 1. April 1951   | Altenbögge-Bönen                                   |
| Braam-Ostwennemar | Rhynern     | 04.331             | 09,36                  | 1. Januar 1968  | Uentrop (Hauptteil) und Hamm                       |
| Bramey-Lenningsen | Rhynern     | 01.111             | 09,70                  | 1. Januar 1968  | Bönen                                              |
| Dellwig           | Fröndenberg | 01.048             | 02,64                  | 1. August 1964  | Langschede                                         |
| Derne             | Pelkum      | 00.085             | 02,50                  | 1. Januar 1968  | Kamen                                              |
| Flierich          | Rhynern     | 00.645             | 05,24                  | 1. Januar 1968  | Bönen                                              |
| Freiske           | Rhynern     | 00.180             | 03,38                  | 1. Januar 1968  | Rhynern                                            |
| Frielinghausen    | Rhynern     | 00.074             | 02,56                  | 1. Januar 1968  | Uentrop                                            |
| Frohnhausen       | Fröndenberg | 00.351             | 01,29                  | 1. Januar 1968  | Fröndenberg                                        |
| Frömern           | Fröndenberg | 00.679             | 05,76                  | 1. Januar 1968  | Fröndenberg                                        |
| Fröndenberg       | Fröndenberg | 08.871             | 11,23                  |                 |                                                    |
| Haaren            | Rhynern     | 00.403             | 03,64                  | 1. Januar 1968  | Uentrop                                            |
| Heeren-Werve      | Unna-Kamen  | 08.234             | 10,06                  | 1. Januar 1968  | Kamen                                              |
| Heil              | Pelkum      | 00.674             | 06,78                  | 1. Januar 1966  | Bergkamen                                          |
| Hemmerde          | Unna-Kamen  | 02.123             | 16,71                  | 1. Januar 1968  | Unna                                               |
| Hengsen           | Unna-Kamen  | 01.184             | 08,03                  | 1. Januar 1968  | Holzwickede                                        |
| Herringen         | Pelkum      | 15.222             | 10,23                  | 1. Januar 1968  | Pelkum (Hauptteil) und Hamm                        |
| Hilbeck           | Rhynern     | 00.928             | 09,94                  | 1. Januar 1968  | Rhynern                                            |
| Holzwickede       | Unna-Kamen  | 09.594             | 09,76                  |                 |                                                    |
| Kamen             | amtsfrei    | 18.173             | 10,57                  |                 |                                                    |
| Kessebüren        | Fröndenberg | 00.308             | 03,99                  | 1. Januar 1968  | Unna                                               |
| Langschede        | Fröndenberg | 01.312             | 00,73                  | 1. Januar 1968  | Fröndenberg                                        |
| Lerche            | Pelkum      | 00.624             | 06,57                  | 1. Januar 1968  | Pelkum                                             |
| Lünern            | Unna-Kamen  | 01.277             | 07,53                  | 1. Januar 1968  | Unna                                               |
| Mark              | Rhynern     | –                  | –                      | 1. April 1939   | Hamm (Hauptteil), Braam-Ostwennemar und Westtünnen |
| Massen            | Unna-Kamen  | 08.013             | 09,09                  | 1. Januar 1968  | Unna                                               |
| Methler           | Unna-Kamen  | 02.477             | 04,80                  | 1. Januar 1968  | Kamen                                              |
| Mühlhausen        | Unna-Kamen  | 00.682             | 05,50                  | 1. Januar 1968  | Unna                                               |
| Neimen            | Fröndenberg | 00.373             | 01,20                  | 1. Januar 1968  | Fröndenberg                                        |
| Niederaden        | Unna-Kamen  | 00.882             | 03,56                  | 1. Januar 1968  | Lünen                                              |
| Nordbögge         | Pelkum      | 01.102             | 04,87                  | 1. Januar 1968  | Bönen                                              |
| Norddinker        | Rhynern     | 00.528             | 05,61                  | 1. Januar 1968  | Uentrop                                            |
| Oberaden          | Unna-Kamen  | 08.625             | 07,26                  | 1. Januar 1966  | Bergkamen                                          |
| Opherdicke        | Unna-Kamen  | 00.770             | 04,62                  | 1. Januar 1968  | Holzwickede                                        |
| Ostbüren          | Fröndenberg | 00.579             | 06,51                  | 1. Januar 1968  | Fröndenberg                                        |
| Osterbönen        | Pelkum      | 00.248             | 03,84                  | 1. Januar 1968  | Bönen                                              |
| Osterflierich     | Rhynern     | 00.904             | 09,76                  | 1. Januar 1968  | Rhynern                                            |
| Osttünnen         | Rhynern     | 00.673             | 05,54                  | 1. Januar 1968  | Rhynern                                            |
| Overberge         | Pelkum      | 01.767             | 08,19                  | 1. Januar 1968  | Bergkamen                                          |
| Pelkum            | Pelkum      | 02.586             | 08,78                  | 1. Januar 1975  | Hamm                                               |
| Rhynern           | Rhynern     | 01.467             | 05,89                  | 1. Januar 1975  | Hamm (Hauptteil) und Werl (Hilbeck)                |
| Rottum            | Pelkum      | 00.119             | 02,33                  | 1. Januar 1968  | Kamen                                              |
| Rünthe            | Pelkum      | 08.089             | 05,93                  | 1. Januar 1966  | Bergkamen                                          |
| Sandbochum        | Pelkum      | 00.518             | 05,98                  | 1. Januar 1968  | Pelkum                                             |
| Schmehausen       | Rhynern     | 00.315             | 04,15                  | 1. Januar 1968  | Uentrop                                            |
| Siddinghausen     | Unna-Kamen  | 00.205             | 02,65                  | 1. Januar 1968  | Unna                                               |
| Sönnern           | Rhynern     | 00.508             | 03,74                  | 1. Juli 1969    | Werl                                               |
| Stentrop          | Fröndenberg | 00.250             | 02,13                  | 1. Januar 1968  | Fröndenberg                                        |
| Stockum           | Unna-Kamen  | 00.339             | 03,06                  | 1. Januar 1968  | Unna                                               |
| Strickherdicke    | Fröndenberg | 00.775             | 05,76                  | 1. Januar 1968  | Fröndenberg                                        |
| Süddinker         | Rhynern     | 00.373             | 05,42                  | 1. Januar 1968  | Rhynern                                            |
| Südkamen          | Unna-Kamen  | 00.608             | 02,82                  | 1. Januar 1968  | Kamen                                              |
| Uelzen            | Unna-Kamen  | 00.588             | 04,85                  | 1. Januar 1968  | Unna                                               |
| Uentrop           | Rhynern     | 00.896             | 07,63                  | 1. Januar 1975  | Hamm                                               |
| Unna              | amtsfrei    | 29.541             | 20,00                  |                 |                                                    |
| Vöckinghausen     | Rhynern     | 00.132             | 02,34                  | 1. Januar 1968  | Uentrop                                            |
| Wambeln           | Rhynern     | 00.423             | 05,20                  | 1. Januar 1968  | Rhynern                                            |
| Warmen            | Fröndenberg | 00.501             | 03,73                  | 1. Januar 1968  | Fröndenberg                                        |
| Wasserkurl        | Unna-Kamen  | 00.605             | 03,66                  | 1. Januar 1967  | Methler                                            |
| Weddinghofen      | Unna-Kamen  | 05.035             | 07,84                  | 1. Januar 1966  | Bergkamen                                          |
| Weetfeld          | Pelkum      | 00.602             | 05,03                  | 1. Januar 1968  | Pelkum                                             |
| Werries           | Rhynern     | 04.398             | 04,43                  | 1. Januar 1968  | Uentrop                                            |
| Westerbönen       | Pelkum      | 00.393             | 04,01                  | 1. Januar 1968  | Bönen                                              |
| Westhemmerde      | Unna-Kamen  | 00.148             | 03,38                  | 1. Januar 1968  | Unna                                               |
| Westick           | Unna-Kamen  | 02.829             | 04,15                  | 1. Januar 1967  | Methler                                            |
| Westtünnen        | Rhynern     | 01.946             | 06,11                  | 1. Januar 1968  | Hamm (Hauptteil) und Rhynern                       |
| Wiescherhöfen     | Pelkum      | 08.567             | 09,65                  | 1. Januar 1968  | Hamm (Hauptteil) und Pelkum                        |

### Anzahl der Gemeinden
| Datum            | Veränderung | Anzahl |
| ---------------- | ----------- | ------ |
| 31. Juli 1929    |             | 73     |
| 1. August 1929   | 0+ 3        | 76     |
| 17. Oktober 1930 |             | 76     |
| 1. April 1951    | 0− 1        | 75     |
| 1. August 1964   | 0− 2        | 73     |
| 1. Januar 1966   | 0− 4        | 69     |
| 1. Januar 1967   | 0− 2        | 67     |
| 1. Januar 1968   | − 56        | 11     |
| 1. Juli 1969     | 0− 2        | 9      |

### Einwohnerzahlen der Gemeinden am 31. Dezember 1974 und Verbleib ab dem 1. Januar 1975
Am Ende seiner Existenz hatte der Altkreis Unna noch neun Gemeinden. Es folgt deren Auflistung und Verbleib.
| Gemeinde bis 1974 | Einwohner | Gemeinde ab 1975                  | Kreis ab 1975                          |
| ----------------- | --------- | --------------------------------- | -------------------------------------- |
| Bergkamen         | 45.939    | Bergkamen, Stadt                  | Kreis Unna                             |
| Bönen             | 17.823    | Bönen                             | Kreis Unna                             |
| Fröndenberg       | 19.028    | Fröndenberg, Stadt                | Kreis Unna                             |
| Holzwickede       | 14.005    | Holzwickede                       | Kreis Unna                             |
| Kamen             | 42.930    | Kamen, Stadt                      | Kreis Unna                             |
| Pelkum            | 25.337    | Hamm, Stadt                       | Kreisfreie Stadt Hamm                  |
| Rhynern           | 06.933    | Hamm, Stadt (6187) und Werl (746) | Kreisfreie Stadt Hamm bzw. Kreis Soest |
| Uentrop           | 12.238    | Hamm, Stadt                       | Kreisfreie Stadt Hamm                  |
| Unna              | 53.851    | Unna, Stadt                       | Kreis Unna                             |

## Kfz-Kennzeichen
Am 1. Juli 1956 wurde dem damaligen Landkreis bei der Einführung der bis heute gültigen Kfz-Kennzeichen das Unterscheidungszeichen UN zugewiesen.